# Serguéi Ilich Gorshkov
Serguéi Ilich Gorshkov (en ruso: Сергей Ильич Горшков; Olshanka, Imperio ruso, 20 de septiembre de 1902 – Rostov del Don, Rusia, 25 de junio de 1993) fue un oficial militar soviético que combatió durante la Segunda Guerra Mundial en las filas del Ejército Rojo, donde alcanzó el grado militar de teniente general (1943).
Gorshkov sirvió en las etapas finales de la guerra civil rusa como cadete, ocupando puestos de mando y estado mayor en unidades de caballería en Ucrania durante el período de entreguerras. Cuando comenzó la Operación Barbarroja, era comandante de la 206.ª División de Fusileros, que fue destruida durante la Batalla de Kiev. Consiguió escapar del cerco y fue enviado al Cáucaso Norte para comandar la recién formada 15.ª División de Caballería. Condecorado por su buen manejo de la división, convertida en la 11.ª División de Caballería de la Guardia por su buen desempeño durante la Batalla del Cáucaso, Gorshkov sirvió como subcomandante del cuerpo durante 1943 y principios de 1944. Posteriormente, se convirtió en comandante del 5.º Cuerpo de Caballería de la Guardia, al que lideró durante el resto de la guerra. Debido a una enfermedad, se retiró poco después de terminar la guerra.

## Biografía

### Infancia y juventud
Serguéi Gorshkov nació el 20 de septiembre de 1902 en el jútor de Olshanka en el óblast del Voisko del Don —entonces parte del Imperio ruso, actualmente ubicada en el Óblast de Volgogrado en Rusia—. Durante la guerra civil rusa, la zona estuvo ocupada por las Fuerzas Armadas del Sur de Rusia hasta agosto de 1919, y Gorshkov permaneció dedicado al trabajo agrícola. En septiembre de 1920, fue reclutado en la filas del Ejército Rojo y enviado a estudiar al 7.º Curso de Caballería de Borisoglebsk. Con un destacamento de cadetes sacado del curso, luchó en la represión de la rebelión de Tambov como líder de escuadrón. Por sus acciones en los combates, recibió la Orden de la Bandera Roja.

### Periodo de entreguerras
En septiembre de 1921, después del final de la guerra reanudó sus estudios, después de la fusión del Curso de Borisoglebsk en lo que se convirtió en la 2.ª Escuela de Caballería Borisoglebsk-Petrogrado, Gorshkov se graduó un año después y fue nombrado comandante de pelotón en el 73.º Regimiento de Fusileros de la 25.ª División de Fusileros y en el escuadrón de caballería divisional, estacionado sucesivamente en las localidades de Chigirin, Kremenchug y Poltava. En abril de 1926 fue transferido al 51.º Regimiento de Caballería de la 9.ª División de Caballería en Gaisin, con el que sirvió sucesivamente como comandante de pelotón en la escuela del regimiento, oficial político de escuadrón, comandante de escuadrón y oficial político, y asistente del jefe de Estado Mayor del regimiento. En mayo de 1932, se convirtió en jefe del Cuarto Departamento del Estado Mayor de la 9.ª División de Caballería y al año siguiente se graduó en el departamento de Estado Mayor del Curso de Perfeccionamiento de Comandantes de Caballería (KUKS, por sus siglas en ruso).
En junio de 1933, fue nombrado jefe de la escuela de regimiento para comandantes subalternos del 52.º Regimiento de Caballería de la división. En octubre de 1935, regresó al Estado Mayor de la división como subjefe de la Primera Sección. Tras regresar a la 52.ª para servir como jefe de Estado Mayor en abril de 1936, se convirtió en comandante del 49.º Regimiento de Caballería de la división en septiembre de 1937. Después de ser nombrado subcomandante de la 14.ª División de Caballería en abril de 1938, sirvió como jefe del departamento de personal del Estado Mayor del Distrito Militar Especial de Kiev desde agosto de ese año. En julio de 1940, fue transferido para servir en el mismo puesto en el Estado Mayor del Distrito Militar de Odesa. El 11 de marzo de 1941, fue nombrado comandante de la 206.ª División de Fusileros del 7.º Cuerpo de Fusileros con el rango de coronel.

### Segunda Guerra Mundial
Después del inicio de la invasión alemana de la Unión Soviética (Operación Barbarroja), dirigió la división en las batallas fronterizas como parte del Frente Sudoeste y en la Batalla de Kiev. La 206.º División de Fusileros fue rodeada y destruida a partir del 22 de septiembre. Sin embargo. Gorshkov fue capaz de salir del cerco y alcanzar las líneas soviéticas en el sector del 21.º Ejército el 20 de noviembre, todavía armado, uniformado y con sus documentos y condecoraciones. Herido en la cabeza, uno de sus ayudantes y una enfermera lo sacaron del cerco. Más tarde ese mismo mes, fue nombrado comandante de la 15.ª División de Caballería cosaca del Don, que en ese momento se estaba formando en el Cáucaso Norte. En julio de 1942, la división se unió al Frente del Cáucaso Norte y luchó en la batalla del Cáucaso. Por su distinción en los combates, la unidad recibió el título honorífico de Guardias y renombrada como la 11.ª División de Caballería de la Guardia el 27 de agosto, mientras que Gorshkov recibió la Orden de Lenin por su liderazgo, continuó al mando de la 11.ª División de Caballería de la Guardia. A finales de 1942 se incorporó al Grupo de Fuerzas del Mar Negro del Frente Transcaucásico, defendiendo los pasos del Gran Cáucaso y tomó parte en combates en la región de Rostov del Don. Sus superiores lo evaluaron como un «comandante competente, audaz y decisivo» por su liderazgo de la división.
En mayo de 1943 se desempeñó como subcomandante del 5.º Cuerpo de Caballería de la Guardia del Frente Sur. Durante la ofensiva estratégica del Dombás en septiembre, el cuerpo rompió las defensas alemanas en el río Kalmius y liberó las localidades ucranianas de Volnovaja y Juliaipole. El 19 de noviembre de 1943, fue transferido para servir en el mismo puesto en el 4.º Cuerpo de Caballería de la Guardia, poco después, fue ascendido a mayor general en diciembre y posteriormente participó en la ofensiva Bereznegovatoye-Snigirevka y en el ataque a la retaguardia de las tropas del Eje en Odesa en marzo de 1944 como parte del Grupo Mecanizado de Caballería (KMG) del Tercer Frente Ucraniano, al mando del general Issá Plíyev.
El 3 de abril, fue nombrado comandante del 5.º Cuerpo de Caballería de la Guardia del Segundo Frente Ucraniano, en sustitución del teniente general Alekséi Selivánov debido a los problemas de salud que padecía. Dirigió el cuerpo en la Segunda Ofensiva de Jassy-Kishinev y la batalla de Debrecen, durante la cual capturó las localidades de Târgu Frumos, Roman, Bacău, Debrecen y Nyíregyháza. Fue ascendido a teniente general el 13 de septiembre. En octubre estuvo al mando del Grupo Mecanizado de Caballería del Segundo Frente Ucraniano, que incluía su cuerpo y el 23.º Cuerpo de Tanques, y luego volvió a asumir el mando del cuerpo durante la Ofensiva de Budapest. También dirigió el cuerpo en la Ofensiva de Viena en las últimas semanas de la guerra.

### Posguerra
Después del final de la guerra, continuó al mando del cuerpo. En marzo de 1946 estudió en el Curso Académico Superior de la Academia Militar Superior del Estado Mayor de las Fuerzas Armadas de la URSS, pero se vio obligado a abandonar el servicio activo en el ejército por enfermedad el 8 de noviembre de ese mismo año, después de finalizar el curso. Después de retirarse fijó su residencia en Rostov del Don, donde murió el 25 de junio de 1993.

## Promociones
- Mayor general (27 de agosto de 1942)
- Teniente general (13 de septiembre de 1944).[4]

## Condecoraciones

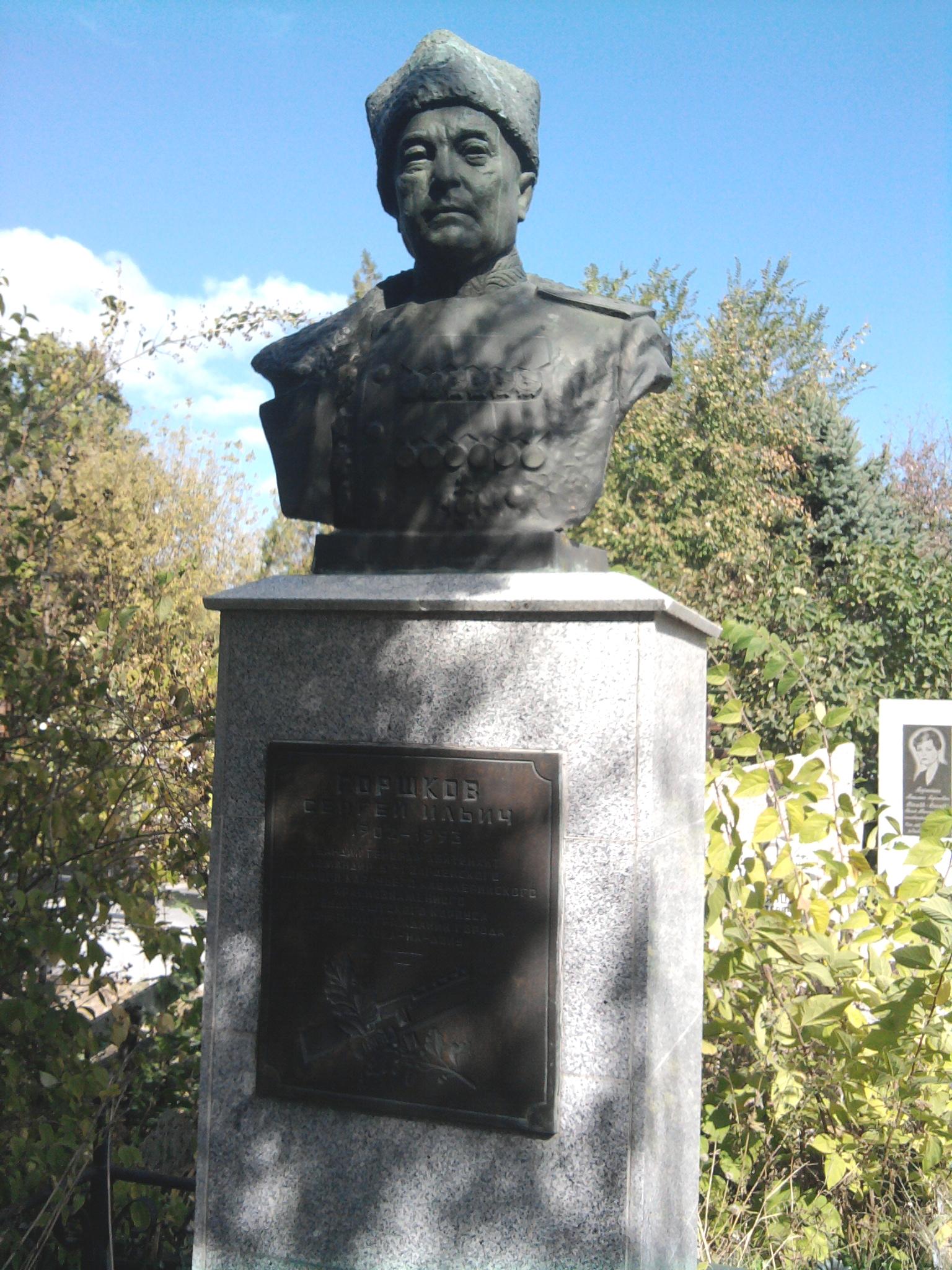
Monumento en la tumba del teniente general Serguéi Gorshkov en el cementerio norte en Rostov del Don (Rusia)

A lo largo de su carrera militar, Serguéi Gorshkov recibió las siguientes condecoraciones militares
Unión Soviética
- Orden de Lenin, dos veces (27 de agosto de 1942 y 21 de febrero de 1945)
- Orden de la Bandera Roja, cuatro veces (1923, 27 de diciembre de 194, 29 de marzo de 1943 y 3 de noviembre de 1944)
- Orden de Kutúzov de 1.er grado (13 de septiembre de 1944)
- Orden de Suvórov de 2.do grado (3 de junio de 1944)
- Orden de Bohdán Jmelnitski de 2.do grado
- Orden de la Guerra Patria de 1.er grado (6 de abril de 1985)
- Orden de la Estrella Roja (28 de octubre de 1968)
- Medalla del 20.º Aniversario del Ejército Rojo de Obreros y Campesinos
- Medalla Conmemorativa por el Centenario del Natalicio de Lenin
- Medalla por la Defensa de Kiev
- Medalla por la Defensa del Cáucaso
- Medalla por la Victoria sobre Alemania en la Gran Guerra Patria 1941-1945
- Medalla Conmemorativa del 20.º Aniversario de la Victoria en la Gran Guerra Patria de 1941-1945
- Medalla Conmemorativa del 30.º Aniversario de la Victoria en la Gran Guerra Patria de 1941-1945
- Medalla Conmemorativa del 40.º Aniversario de la Victoria en la Gran Guerra Patria de 1941-1945
- Medalla por la Conquista de Budapest
- Medalla por la Liberación de Belgrado
- Medalla de Veterano de las Fuerzas Armadas de la URSS
- Medalla del 30.º Aniversario de las Fuerzas Armadas de la URSS
- Medalla del 40.º Aniversario de las Fuerzas Armadas de la URSS
- Medalla del 50.º Aniversario de las Fuerzas Armadas de la URSS
- Medalla del 60.º Aniversario de las Fuerzas Armadas de la URSS
- Medalla del 70.º Aniversario de las Fuerzas Armadas de la URSS
- Medalla Conmemorativa del 1500.º Aniversario de Kiev

Otros países
- Comendador de la Orden del Imperio Británico (1944)
- Cruz del Valor (Polonia)
- Orden al Mérito de la República Popular de Hungría